# Операция «Гидеон»
Операция «Гидеон» (ивр. מבצע גדעון‎) — операция еврейских военизированных формирований в ходе гражданской войны в подмандатной Палестине. Операция, осуществлявшаяся силами бригады «Голани» в преддверии ожидаемого вторжения войск арабских государств в Палестину, затрагивала территорию вдоль южного побережья Тивериадского озера, нижнюю Иорданскую долину и долину Бейт-Шеан, включая город Бейсан. Целью операции было установление еврейского контроля над этими территориями и точками вероятного вторжения арабских войск. Операция началась 27 апреля 1948 года и завершилась установлением контроля над Бейсаном и его окрестностями, сопровождавшимся бегством или изгнанием большей части их арабского населения.

## Исторический контекст
Принятый Генеральной Ассамблеей ООН в ноябре 1949 года план раздела Палестины предусматривал в том числе и раздел северной части страны, известной как Галилея. Согласно плану, Западная Галилея, где располагались такие города как Акра и Назарет, отходила арабскому государству, а Восточная, включая Тверию, Цфат (Сафед) и Бейсан (Бейт-Шеан), — еврейскому.
Надежды на мирный раздел не сбылись: в Палестине, на тот момент остававшейся территорией под британским мандатным управлением, начались межэтнические вооружённые столкновения, в которых с декабря 1947 года участвовали жители соседних с нею арабских государств. На конференции арабских стран в Каире было, в частности, решено направить в помощь арабам Палестины через Сирию 3000 добровольцев и 10 000 единиц стрелкового оружия. В Дамаске началось формирование Арабской освободительной армии (АОА), среди бойцов которой были как собственно сирийцы, так и иностранные наёмники.
С января 1948 года через границу с Сирией в Палестину начали проникать отдельные отряды АОА, и уже 10 января её части безуспешно пытались штурмовать еврейское поселение Кфар-Сольд в Верхней Галилее. К концу февраля численность солдат АОА в Палестине приближалась к 5 тысячам, а к концу марта — к 7 тысячам, что было крупнейшим соединением арабских сил в Палестине на тот момент (силы в центре и на юге страны в сумме составляли примерно столько же). В первые месяцы 1948 года военная инициатива на всей территории Палестины, включая Галилею, принадлежала арабам, которые контролировали основные дороги, осуществляли атаки и блокаду еврейских поселений и кварталов в городах со смешанным населением.
Еврейский ишув, в эти дни вынужденный обороняться, также постепенно наращивал число бойцов, которое к концу марта достигло 21 тысячи. Кроме того, за границей велись закупки стрелкового оружия, затем контрабандой провозившегося в страну. Срок действия британского мандата истекал в середине мая, и когда начался вывод британских войск, лидеры ишува решили, что пришло время перейти к наступательным операциям. Перспектива вторжения армий арабских государств немедленно по окончании срока мандата заставила ишув разработать так называемый план «Далет» по заблаговременному установлению контроля как над территорией, по плану ООН предназначенной для еврейского государства, так и над ключевыми районами вокруг еврейских поселений за её пределами, и в частности на направлениях предполагаемого вторжения.

## Ход операции
Последние приготовления к отражению наступления арабских армий в Галилее «Хагана» начала в конце апреля. В это время одновременно начались две операции в Западной Галилее, целью которых был перехват у арабских отрядов контроля над дорогами и закрепление на границах с арабскими странам. Одна из операций, «Ифтах», развернулась в основном на пространстве от северной границы подмандатных территорий до Тивериадского озера — на этой территории располагались, в частности, города Тверия и Цфат. Эти действия осуществлялись силами ударных отрядов «Пальмаха». Вторая шла вдоль восточной границы подмандатных территорий, к югу Тивериадского озера, в нижней Иорданской долине и долине Бейт-Шеан. Эту операцию проводила недавно сформированная бригада «Хаганы» «Голани».

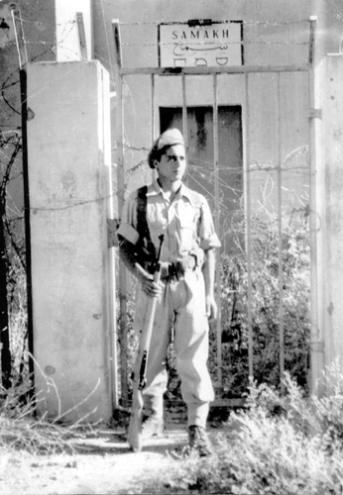
Боец «Хаганы» у полицейского форта в Самахе

В первые дни операции, 27 и 28 апреля, силы «Хаганы» заняли оставленный британскими войсками полицейский форт Гешер и близлежащий армейский лагерь к северу от Бейсана. К этому времени известия о падении Тверии и Хайфы уже заставили часть арабского населения Бейсана покинуть город, а приближение линии фронта ещё больше подточило боевой дух арабских сил в Бейсане.
29 апреля еврейские части установили контроль над большой арабской деревней Самах на южном побережье Тивериадского озера. В Самахе евреи почти не встретили сопротивления: его жители в основном покинули свои дома по получении известий о падении Тверии, а введённые в деревню арабские добровольческие силы, вместо того чтобы налаживать оборону, занялись грабежами опустевшего жилья и лавок. Стена близлежащего полицейского форта, занятого небольшим отрядом бойцов из Трансиордании, была подорвана еврейскими сапёрами, и после переговоров его защитники передали форт «Хагане», а сами вместе с арабскими защитниками деревни отступили на территорию Трансиордании и Сирии.
После этого было продолжено планомерное наступление на Бейсан. В ночь с 10 на 11 мая «Хагана» захватила две расположенные рядом с городом деревни — Фарвана и аль-Ашрафия, жители которых бежали в Трансиорданию. Бойцы «Голани» начали подрывать оставленные арабами дома. Следующей ночью евреи закрепились на господствующей высоте аль-Хусн, месте расположения древнего Бейт-Шеана. С этой высоты они могли вести миномётный обстрел Бейсана.
Согласно Илану Паппе, еврейская сторона предъявила отцам города ультиматум, требовавший от населения покинуть Бейсан в десятичасовой срок. Это требование было отвергнуто, и арабские силы в городе начали готовиться к осаде, собирая запасы продовольствия и выдвинув на огневые позиции два старых французских артиллерийских орудия, доставленных добровольческими отрядами. Однако Нахум Шпигель, командовавший «Голани», не собирался вести осаду: ему нужно было установить контроль над городом в кратчайшие сроки, по возможности, захватив военнопленных для обмена на евреев, попавших в плен к арабам в центральной части страны.
После начала миномётного обстрела Бейсана (Паппе упоминает также бомбардировку с воздуха) один из двух командующих арабским ополчением, Исмаил аль-Фаруки, покинул город вместе с большинством бойцов АОА. После возобновления переговоров оставшиеся старейшины (кади, секретарь городской управы и самый богатый в городе торговец) приняли требование о капитуляции. Город перешёл в еврейские руки 11 (согласно Паппе) или 13 (согласно Бенни Моррису) апреля. Моррис пишет, что вошедшие войска вели себя цивилизованно, а жителям города было позволено остаться в своих домах при условии, что они будут вести себя мирно. Назначенный военным комендантом Бейсана кибуцник и двое представителей арабского населения контролировали распределение пресной воды и санитарные службы города. Однако уже через день «Хагана», опасавшаяся арабских вооружённых выступлений в тылу после возобновления военных действий, начала депортацию оставшегося населения. От тысячи до тысячи двухсот жителей были изгнаны из города — большинство через границу в Трансиорданию, а небольшая группа арабов-христиан была 28 мая отправлена в Назарет, на тот момент удерживавшийся арабскими войсками.
После того как Бейсан перешёл в руки «Хаганы», полуоседлые бедуинские племена из его окрестностей откочевали на территорию Трансиордании. В историческом очерке, посвящённом бригаде «Голани», по этому поводу замечают: «Долина [Бейт-Шеана] была почти полностью очищена от арабских обитателей». Паппе сообщает, что когда еврейские части в основном были перемещены из Бейсана в другие районы боевых действий, значительная часть его жителей вернулась из Трансиордании в город. В середине июня, однако, их снова грузовиками отправили на восточный берег Иордана под военным конвоем.